# Keratometrie
Die Keratometrie ist die Vermessung der Hornhaut (Hornhautdurchmesser und Astigmatismus). Dies geschieht z. B. mit Hilfe eines Ophthalmometers. Eine besondere Form der Keratometrie ist die Topometrie. Gemessen werden hier die Krümmungsradien zentral und peripher. Auf Grund dieser Messungen kann eine Kontaktlinsenanpassung erfolgen. Mit den zentralen Keratometriewerten und den Topometriewerten wird der Flächenverlauf der Hornhautoberfläche beschrieben.
Neben der Kontaktlinsenanpassung dient die Keratometrie vor allem auch zur Diagnose von Keratokonus und zur Berechnung einer Intraokularlinse.